# Mistrzostwa Polski w Tenisie Stołowym 2018
Mistrzostwa Polski w Tenisie Stołowym 2018 – 86. edycja mistrzostw, która odbyła się w Raszkowie w dniach 2–4 marca 2018 roku. 

## Medaliści
| Konkurencja             | Złoto                                                                                     | Srebro                                                                       | Brąz |
| gra pojedyncza kobiet   | Natalia Bajor (KU AZS UE Wrocław)                                                         | Natalia Partyka (niestowarzyszona)                                           | Klaudia Kusińska (GLKS Nadarzyn) Anna Węgrzyni (KU AZS UE Wrocław) |
| gra pojedyncza mężczyzn | Jakub Dyjas (Energa-Manekin Toruń)                                                        | Marek Badowski (KS AZS AWFiS Gdańsk)                                         | Patryk Zatówka (Kolping Jarosław) Tomasz Kotowski (Energa-Manekin Toruń)                                                                                               |
| gra podwójna kobiet     | Natalia Partyka (niestowarzyszona) Katarzyna Grzybowska-Franc (SKTS Sochaczew)            | Klaudia Kusińska (GLKS Nadarzyn) Paulina Krzysiek (GLKS Nadarzyn)            | Maja Miklaszewska (MRKS Gdańsk) Aleksandra Michalak (GLKS Nadarzyn) Natalia Bajor (KU AZS AJD Częstochowa) Sandra Wabik (KU AZS AJD Częstochowa)                       |
| gra podwójna mężczyzn   | Tomasz Lewandowski (KU AZS Politechnika Rzeszowska) Jakub Perek (Warta Kostrzyn nad Odrą) | Artur Grela (Olimpia-Unia Grudziądz) Szymon Malicki (Olimpia-Unia Grudziądz) | Daniel Górak (Bogoria Grodzisk Mazowiecki) Jakub Dyjas (Energa-Manekin Toruń) Daniel Bąk (Pogoń Lębork) Robert Floras (Polonia Bytom)                                  |
| gra mieszana            | Patryk Zatówka (Kolping Jarosław) Julia Ślązak (SKTS Sochaczew)                           | Jakub Perek (Warta Kostrzyn nad Odrą) Magdalena Sikorska (Optima Lublin)     | Szymon Malicki (Olimpia-Unia Grudziądz) Roksana Załomska (KU AZS AJD Częstochowa) Tomasz Lewandowski (KU AZS Politechnika Rzeszowska) Paulina Krzysiek (GLKS Nadarzyn) |